# Botanischer Obstgarten Heilbronn

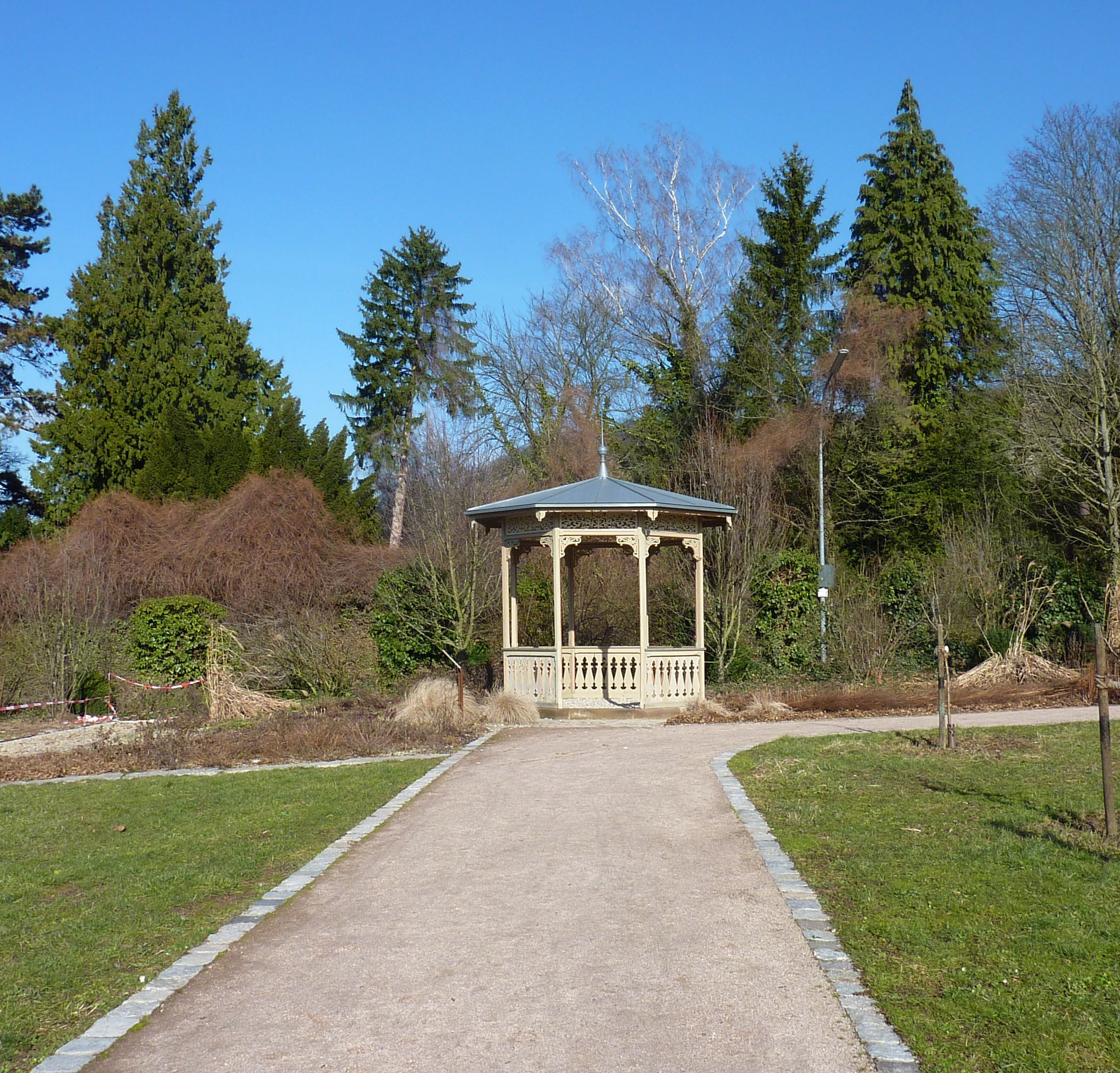
Blick zum Achteckpavillon

Der Botanische Obstgarten in Heilbronn vereint ein Arboretum regionaler Obstgehölze und Sträucher mit Schul- und Schaugärten und einer Sammlung historischer Gartenhäuser. Er umfasst eine Fläche von 1,7 Hektar und liegt in unmittelbarer Nachbarschaft des Heilbronner Jüdischen Friedhofs am Fuße des Wartbergs. Der Garten an der Straße Im Breitenloch ist bei freiem Eintritt ganzjährig tagsüber geöffnet.

## Geschichte
Die Zeit der Industrialisierung brachte große gesellschaftliche Veränderungen, viele Menschen verarmten und verwahrlosten, vor allem Kinder. Um dem zu begegnen, gründeten engagierte Heilbronner 1850 den Armenversorgungsverein und 1859 eine Arbeitsanstalt für Knaben. Diese zog im Jahr 1900 auf das Gelände des heutigen Obstgartens. Nach den Lehren des Schweizer Pädagogen Johann Heinrich Pestalozzi (1746–1827) und anderer Reformpädagogen ergänzte man hier die theoretische Wissensvermittlung in der Schule mit praktischer Arbeit, insbesondere im Handwerk und im Gartenbau. Heilbronn war damals die erste Stadt in Deutschland, die diese Lehrmethode anwendete. Nach der Auflösung des Vereins 1934 diente das Areal der Stadt Heilbronn als Obstgut und ab 1965 als Baumschule.
Seit 1990 nutzte nur noch die Jugendkunstschule das Hauptgebäude, der Rest der Anlagen drohte zu veröden und überbaut zu werden. Im Jahr 1998 ergriffen wiederum engagierte Bürger die Initiative und erwirkten am 10. Juni 1998 einen Beschluss des Stadtrates, auf dem Terrain eine „ökologisch bewirtschaftete Gartenanlage mit Arboretum, Schul- und Schaugärten“ einzurichten. Im Jahr 2000 gründete sich der Förderverein Garten- und Baukultur Heilbronn e. V., der unter anderem die Stadt dabei unterstützen will, im Botanischen Obstgarten eine Sammlung historischer Gartenhäuser und Gartenlauben einzurichten, den Schaugarten mit Blumenbeeten aufzubauen, zu betreuen und im Rahmen eines Gartenkulturprogramms mit Leben zu füllen. An die Sozialgeschichte des Geländes wird mit dem Kooperationsprojekt des Fördervereins Garten- und Baukultur mit dem Förderverein der Pestalozzischule angeknüpft.
Die ersten Baumaßnahmen finanzierten die Stadtwerke Heilbronn als Ausgleichsprojekt für den Bau der Stadtbahn Heilbronn; weitere Investitionen konnte der Verein im Rahmen von Forschungsprojekten und mit der finanziellen Hilfe der Stadt Heilbronn, von Stiftungen und Sponsoren tätigen.

## Gartenbereiche und -themen

### Obstgarten
Streuobstwiesen mit sorgfältig ausgewählten regionalen Obstgehölzen, Beerenobststräuchern und Ziergehölzen zeigen den Reichtum der süddeutschen Kulturlandschaft. In Schnittkursen und Führungen werden Besuchern Kenntnisse über Obstbäume vermittelt.

### Blumenbeete
„Sonnenanbeter“, „Romantisches Farbenspiel“, „Licht und Schatten“, „Hortensienbeet“ und „Blatt und Blüte“ sind Arbeitstitel und Programm für die Staudenpflanzungen vor allem in den Randbereichen der östlichen Gartenhälfte. Im westlichen Parkbereich gleich am Haupteingang werden im Schnittblumenfeld einjährige Sommerblumen für den Hofladen angebaut.

### Schaugärten
Der Maurische Garten ist Keimzelle und Herzstück des Obstgartens, gekennzeichnet durch einen Musikpavillon von 1877, ein Wasserbecken und die Pflanzung in Pflaumenblau, Silber und Rosé. Den Buchenhain, in dessen Zentrum ein kleiner Sandsteintempel aus der Zeit um 1900 steht, prägen rote Säulenbuchen und Staudenpflanzungen in Cremegelb und Weinrot. Wegekreuz, Mittelrondell, Buchshecken und die Blumenvielfalt der ländlichen Gärten zeichnen den Bauerngarten aus. Der Kräutergarten, eingefasst und gegliedert durch Buchsbaum-, Lavendel- und Rosmarinhecken, bietet den Besuchern verschiedenste Würz- und Teekräuter, aber auch Stauden und Rosen. Im Schulgarten wachsen Kartoffeln, Mais, Tomaten und Zucchini. Die vielfältigen Blumenbeete und artenreichen Wiesen des Botanischen Obstgartens bieten Insekten reiche Nahrungsquellen.
Im gesamten Gelände sind alte zweckhaft behauene Steine wie Grenzsteine, Brunnentröge, ein Sühnekreuz, eine Säule aufgestellt – der Obstgarten ist also auch ein Lapidarium.

### Gartenhäuser und Lauben
Auf dem Terrain sind insgesamt 14 historische Gartenhäuser und Lauben versammelt, die auf ihren ursprünglichen Standorten nicht mehr zu halten waren und hierher transloziert und restauriert wurden. Bauzeit und Stilepochen erstrecken sich vom beginnenden 16. bis ins 20. Jahrhundert, ihre ursprünglichen Erbauer gehörten zu ganz verschiedenen sozialen Schichten, vom Großbürger, der in seinem repräsentativen Garten den Nachmittagstee einnimmt, über den Weinbauern, der einen Schuppen für seine Gerätschaften braucht, bis zum Kleingärtner, der sich mittels seines Schrebergartens mit Obst und Gemüse versorgt.
Am Eingang des Geländes steht auf der linken Seite ein spätklassizistisches Biedermeier-Gartenhaus von 1834. Es stammt aus Güglingen, wo es ursprünglich in der Stockheimer Straße 21 stand. Das Bauwerk hat einen achteckigen Grundriss. Die Tür und der Fußboden stammen aus den 1920er Jahren.
An der linken Seite des Geländes stehen außerdem ein bunt gestrichenes hölzernes Gartenhaus, das aus dem Garten der Hauptverwaltung der Salinen Austria in Bad Ischl stammt, und eine achteckige Laube. Diese stammt aus der Langen Straße in Schwäbisch Hall. Sie wurde um 1880 vermutlich für wohlhabende Bürger erbaut. Die Laube besitzt Stufen aus Sandstein und ist mit zahlreichen gesägten Ornamenten verziert.
Ebenfalls an der linken Seite des Geländes steht ein Weinberghäuschen, das ursprünglich seinen Platz am Wartberg hatte. Private Weinberghäuschen dieser Art mit Bank, Eimer zum Feuermachen und Sammelstelle für Regenwasser waren für die Region zwischen 1890 und 1960 typisch. Sie lösten die größeren, gemeinschaftlich genutzten steinernen Häuser ab.

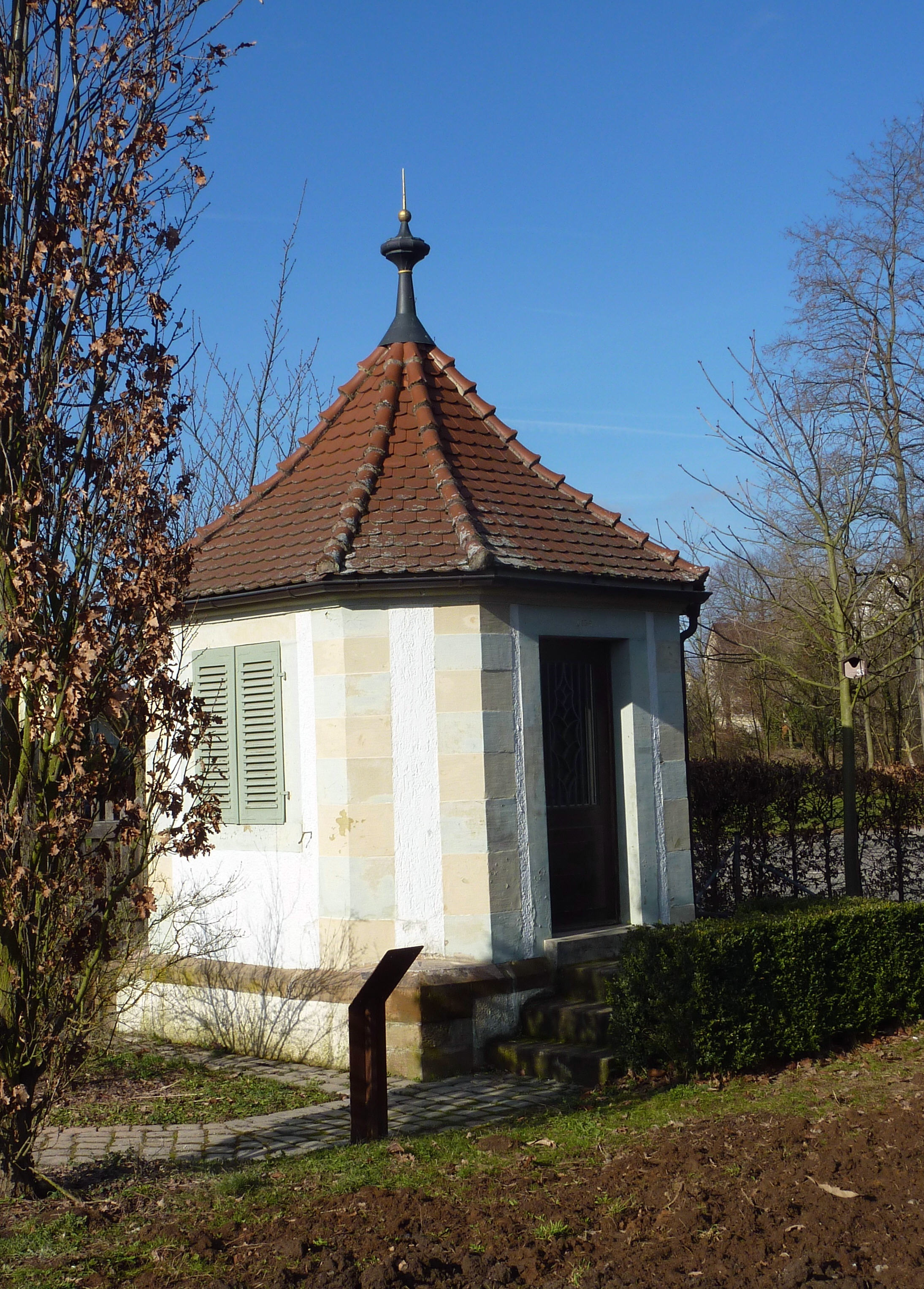
Spätklassizistisches Gartenhaus
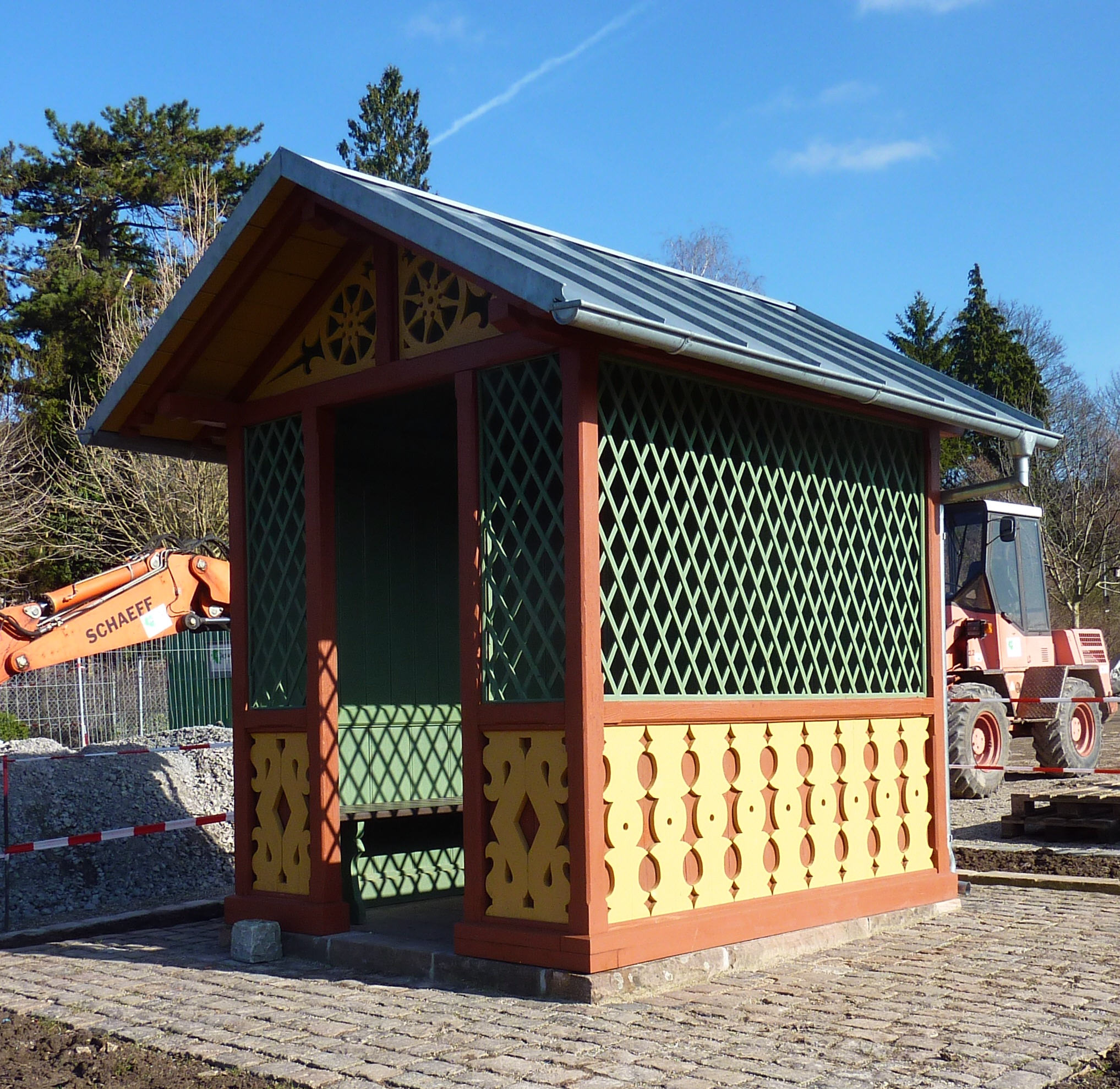
Holzlaube aus Bad Ischl
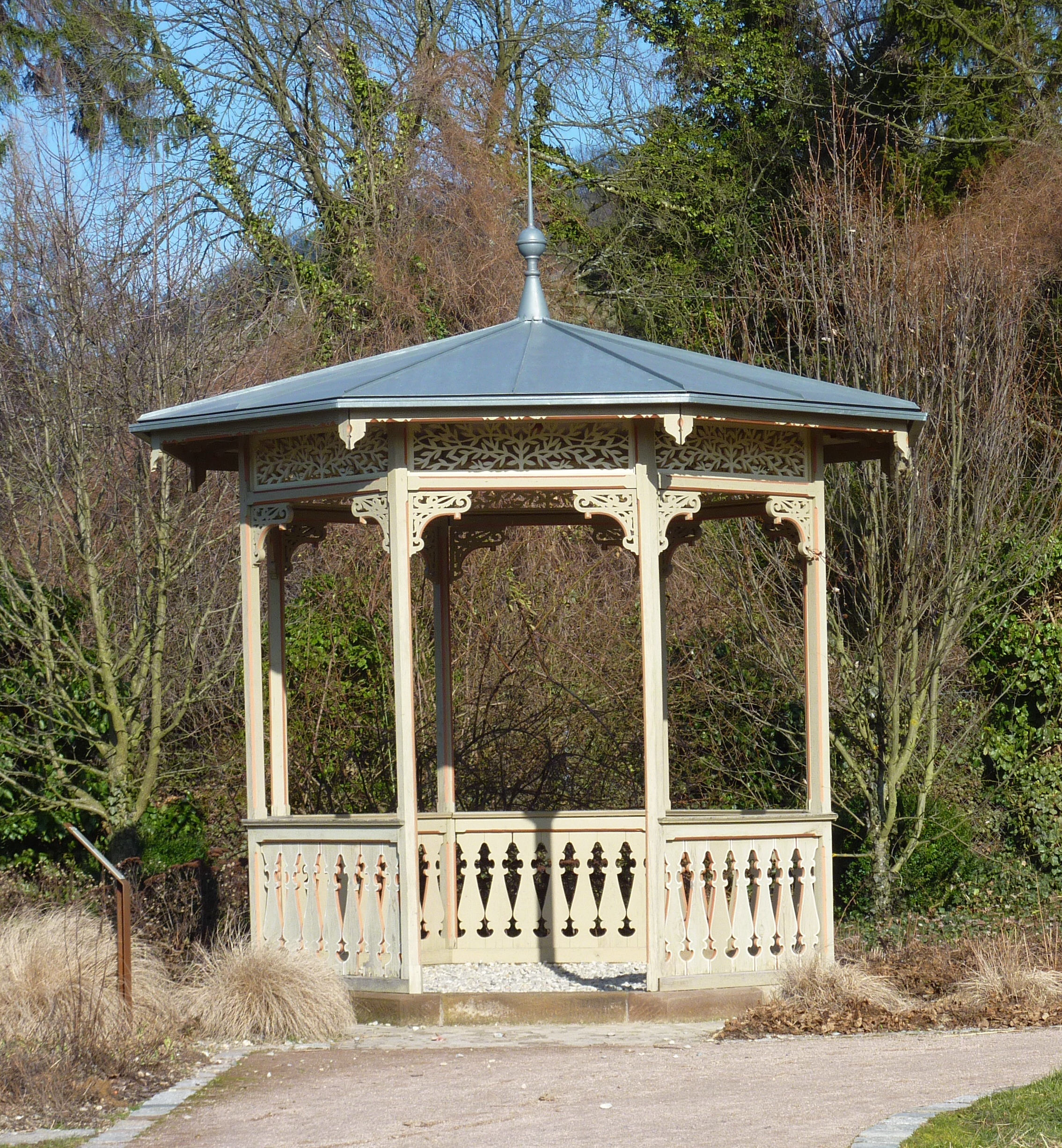
Achteckige Laube
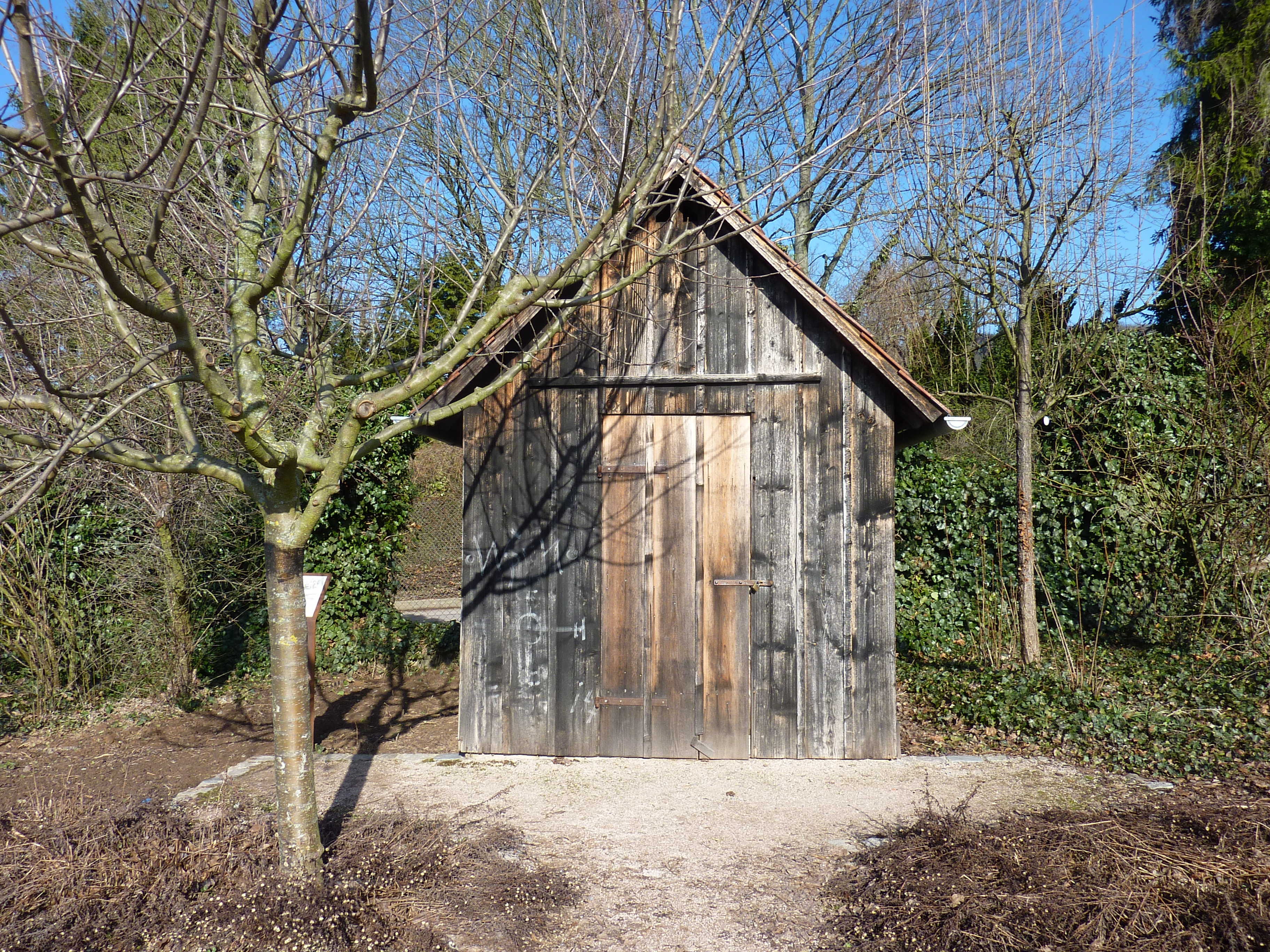
Weinberghäuschen vom Wartberg

Das älteste Gebäude der Sammlung ist ein Weinberghaus aus Schwäbisch Hall. Das Gebäude ist durch Wandmalereien im Innenraum auf die Zeit um 1530 zu datieren, wurde aber aus noch älterem Baumaterial errichtet. Es befindet sich in der linken oberen Ecke des Geländes und ist im Gegensatz zu den meisten anderen Bauwerken des Gartens nicht über einen offiziellen Weg zu erreichen. Der Dachraum des Bauwerks ist als Unterschlupf für Fledermäuse eingerichtet, ferner befinden sich vier Bienenstöcke, ein Hornissenkasten und zwei Hummelkästen in diesem Haus. Das Bauwerk stand ursprünglich unweit des Weiler Tores in Schwäbisch Hall. Als einstige Besitzer sind Personen aus dem Handwerkerstand nachgewiesen.
Aus dem Heilbronner Osten stammt ein gründerzeitliches Gartenhaus. Es gehörte zunächst dem Kürschnermeister Ludwig Kremmer, der es 1929 an einen Schuhmachermeister aus der Altstadt verschenkte, um sein Grundstück anderweitig bebauen zu können. Bis zum Jahr 2000 stand das Gartenhaus am unteren Neckarsulmer Fußweg, ehe es in den Botanischen Obstgarten versetzt wurde. Die Seitzsche Laube weist eine Konstruktion aus ausgemauertem Fachwerk auf. Sie stand einst in der Heilbronner Kübelstraße.

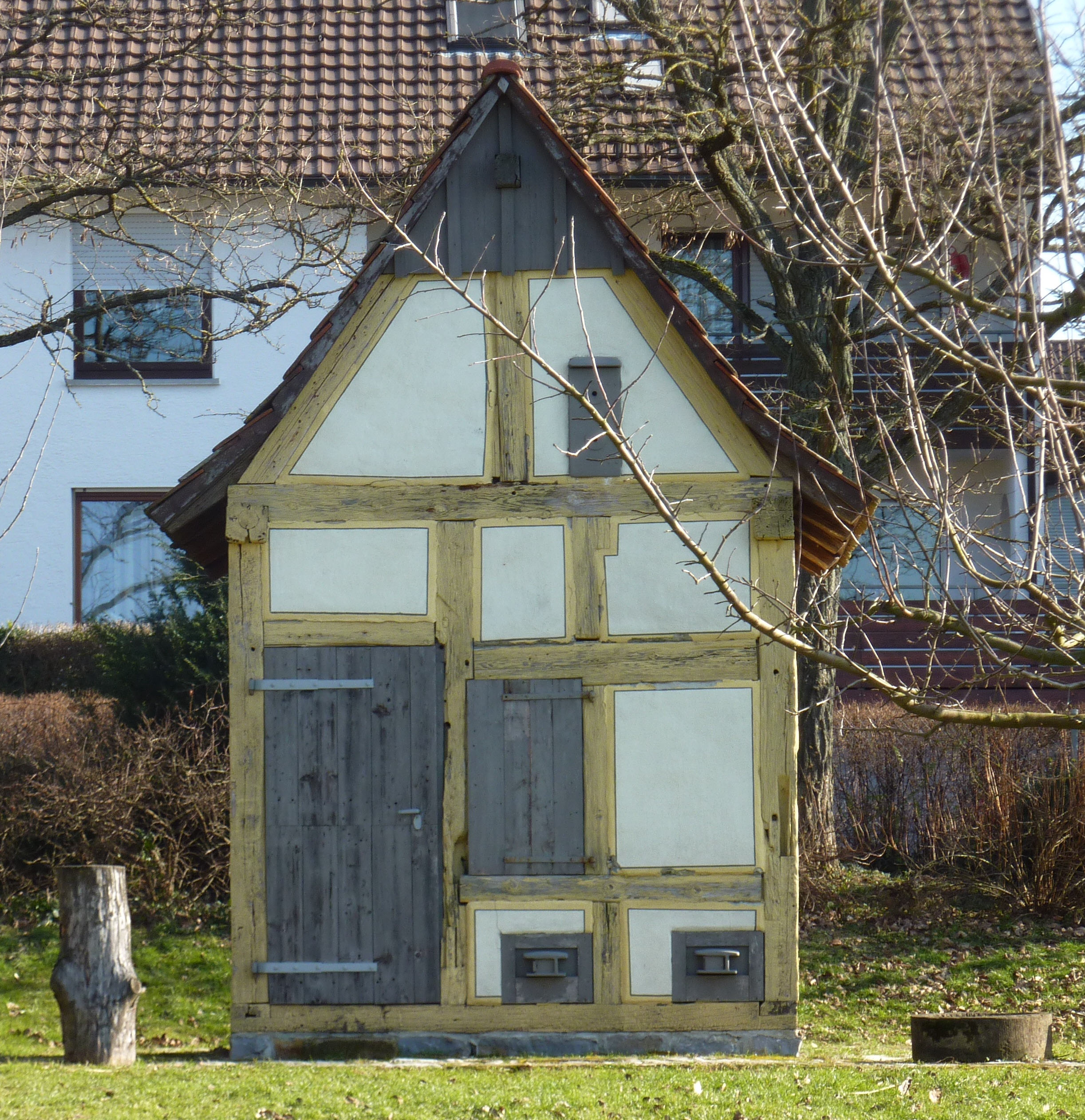
Mittelalterliches Weinberghaus
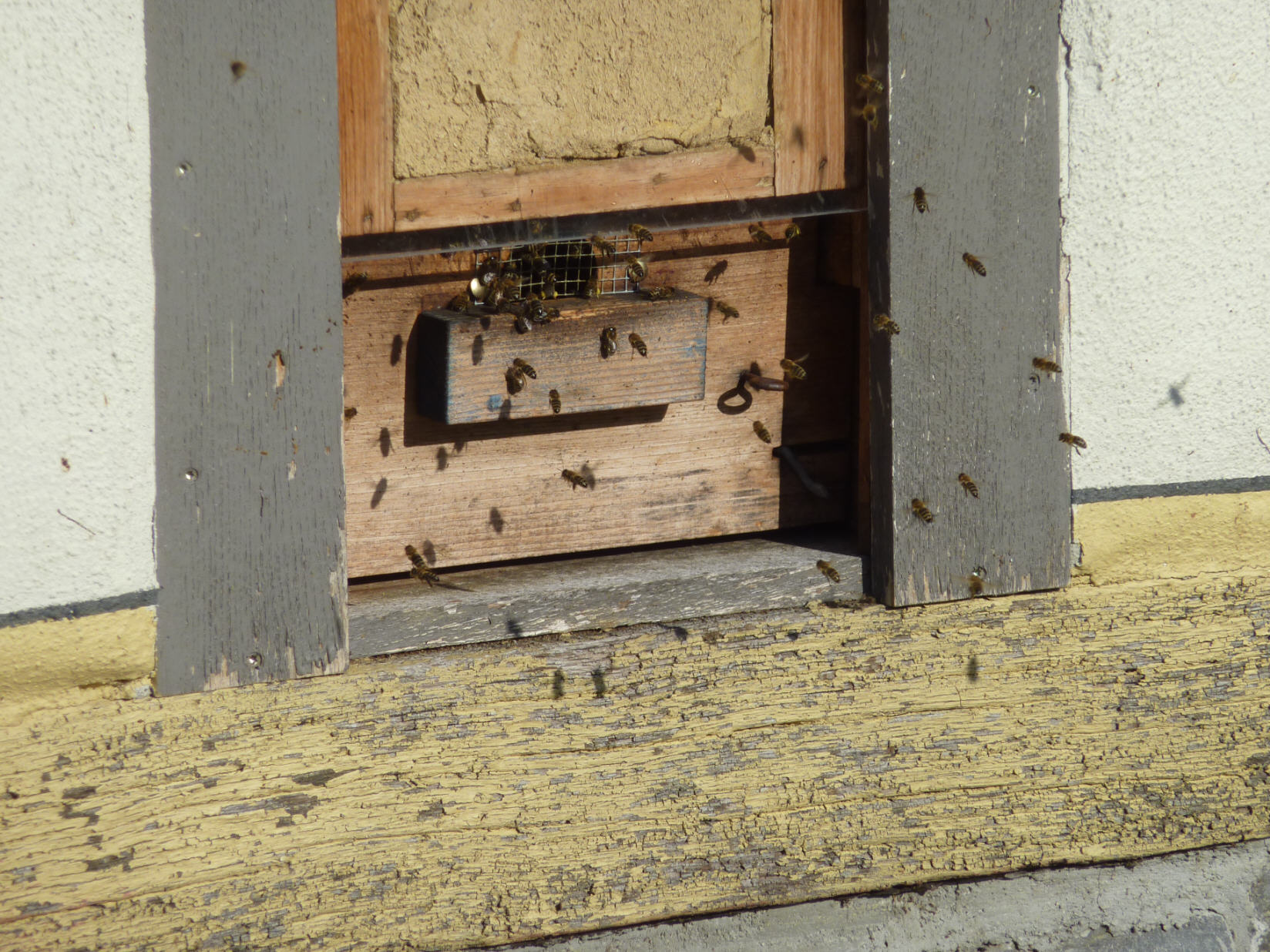
Bienen am Mittelalterlichen Weinberghaus
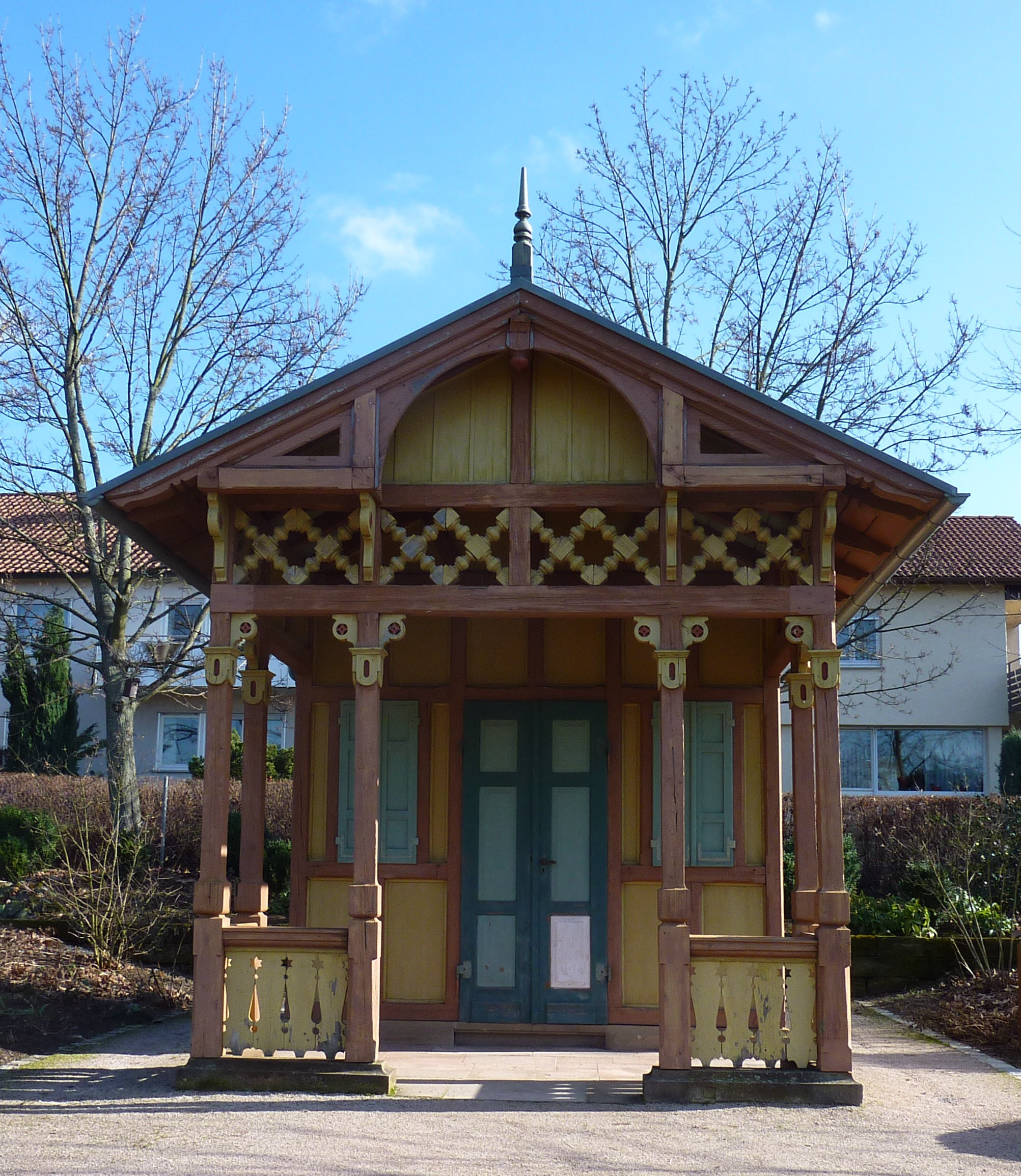
Gründerzeitliches Gartenhaus
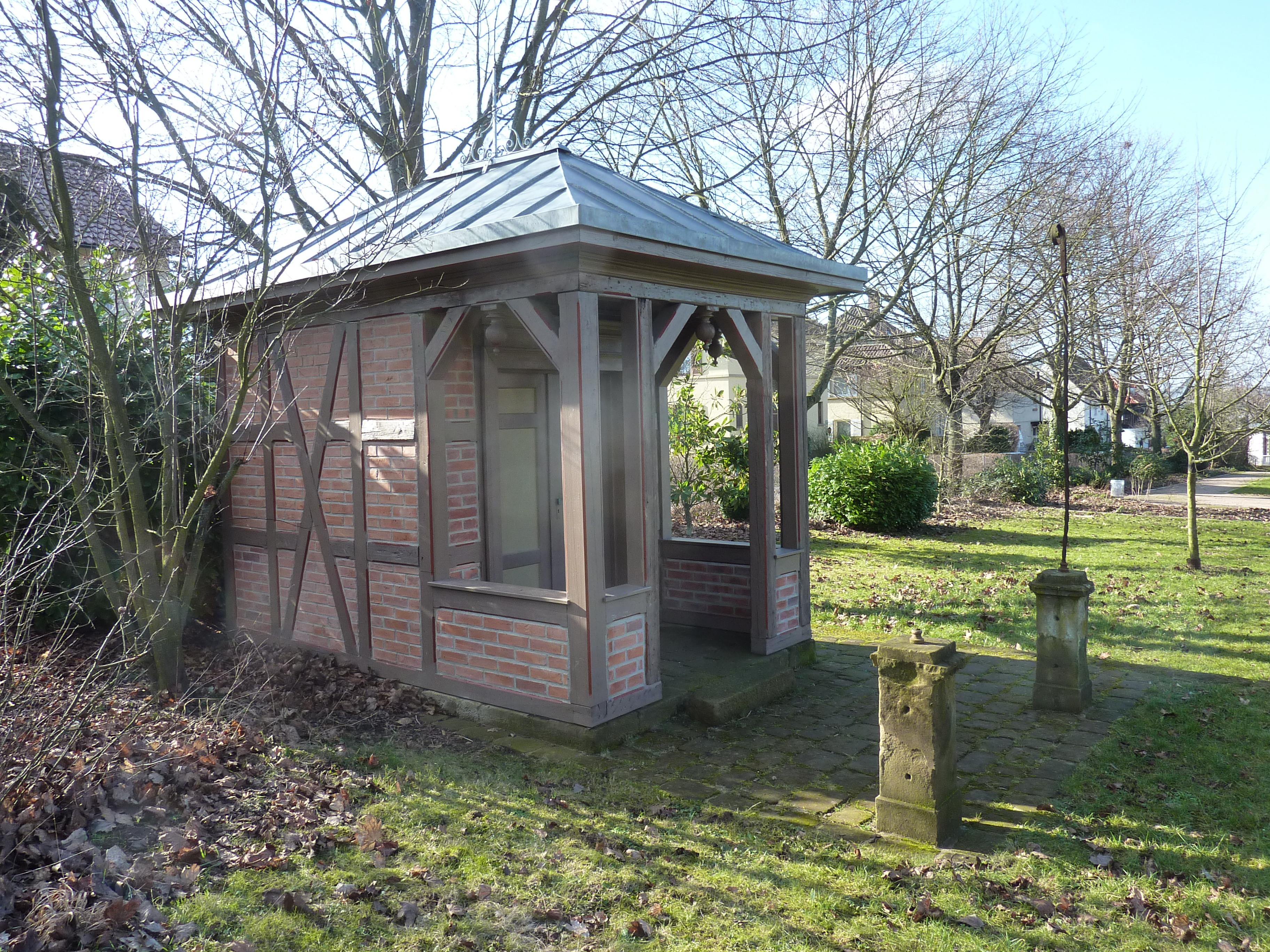
Seitzsche Laube

Auf der vom Eingang aus gesehen rechten Seite des Obstgartens steht ein Pavillon im maurischen Stil. Er stammt aus dem Garten des Hauses Gymnasiumstraße 35 und stand damit ursprünglich hinter der Heilbronner Synagoge. Der Bau wurde im Januar 1877 genehmigt; Bauherr war der Kaufmann Wilhelm Scholl.
Unterhalb des maurischen Pavillons steht auf einem Rasenstück ein Bauwerk, das griechischen Tempeln nachempfunden ist. Es weist vier ionische Säulen mit umlaufendem Architrav und einen Fries mit Zahnschnittmuster auf. Das Bauwerk wurde um 1900 für den Sanitätsrat Gustav Wild errichtet und stand ursprünglich in der Haller Straße 7 in Heilbronn.

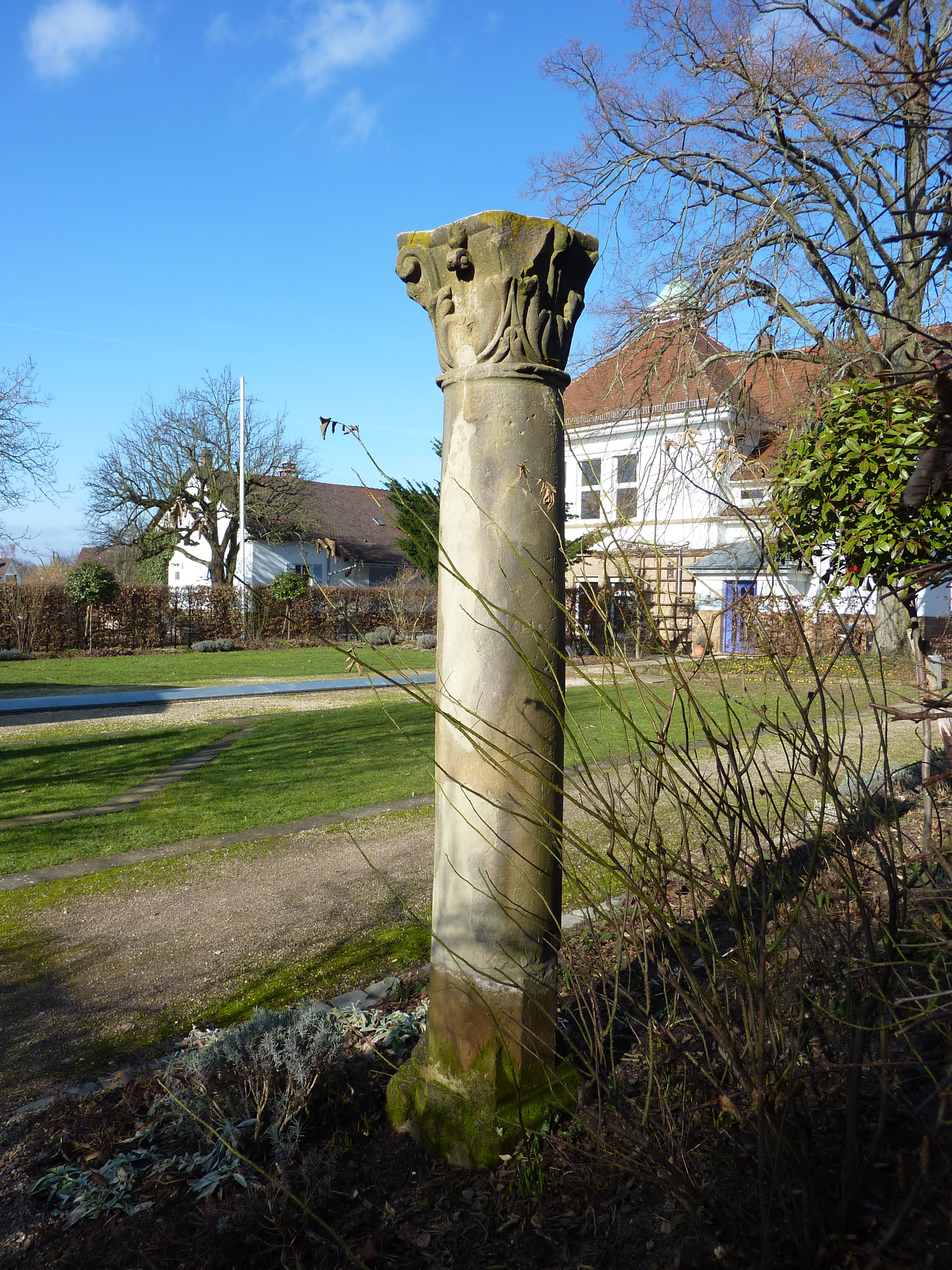
Säule oberhalb des maurischen Pavillons
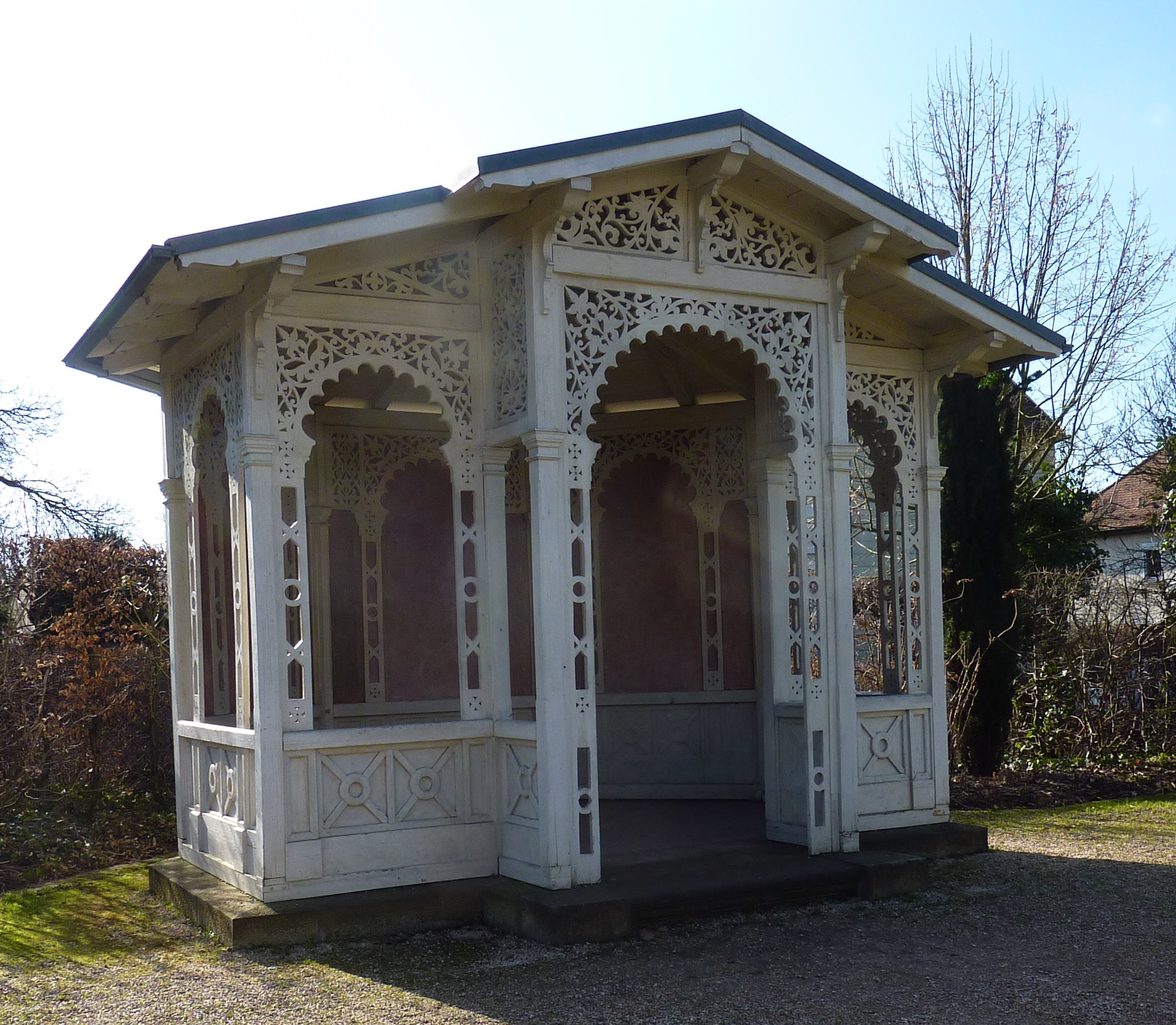
Maurischer Pavillon
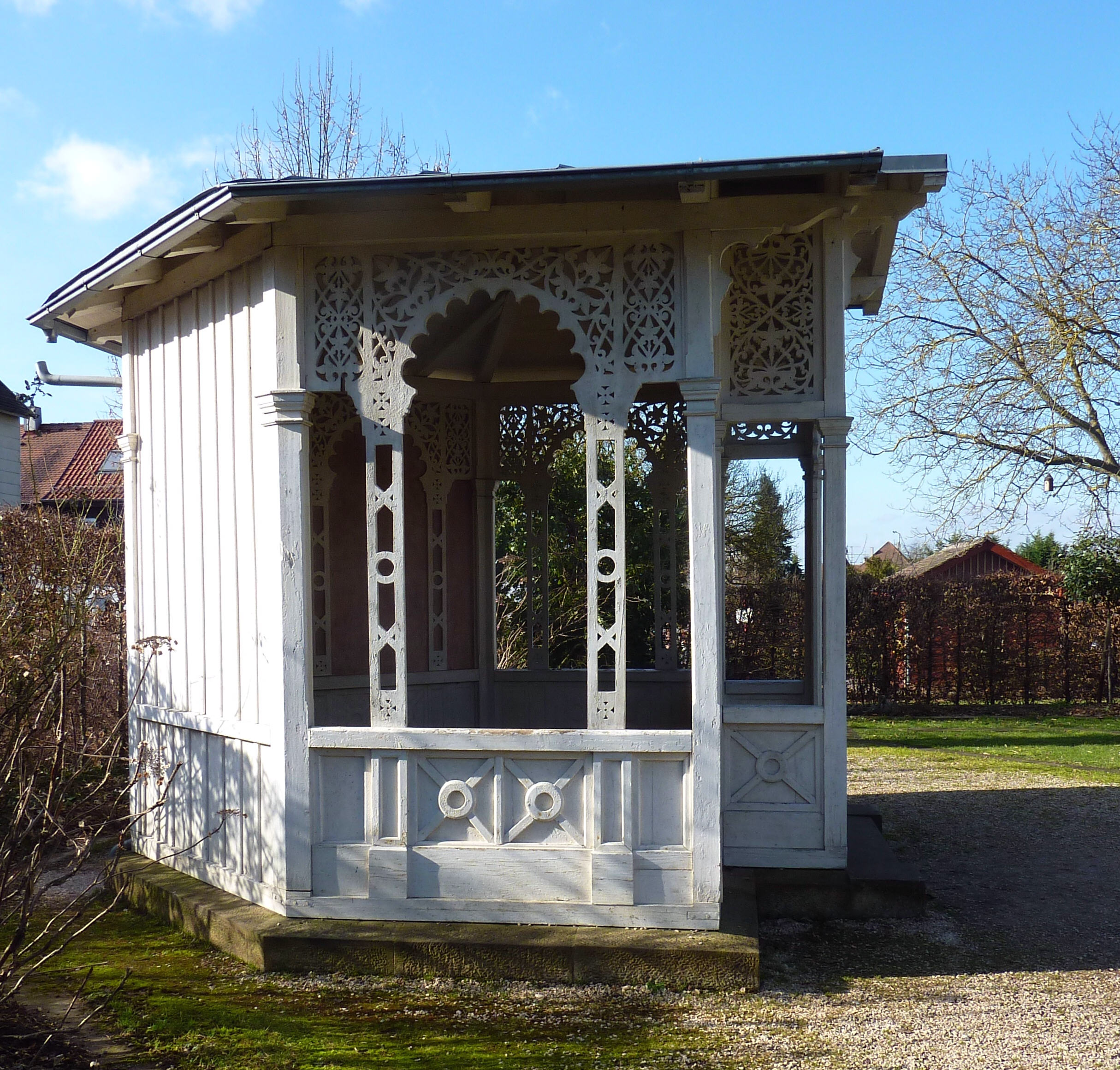
Maurischer Pavillon, Seitenansicht
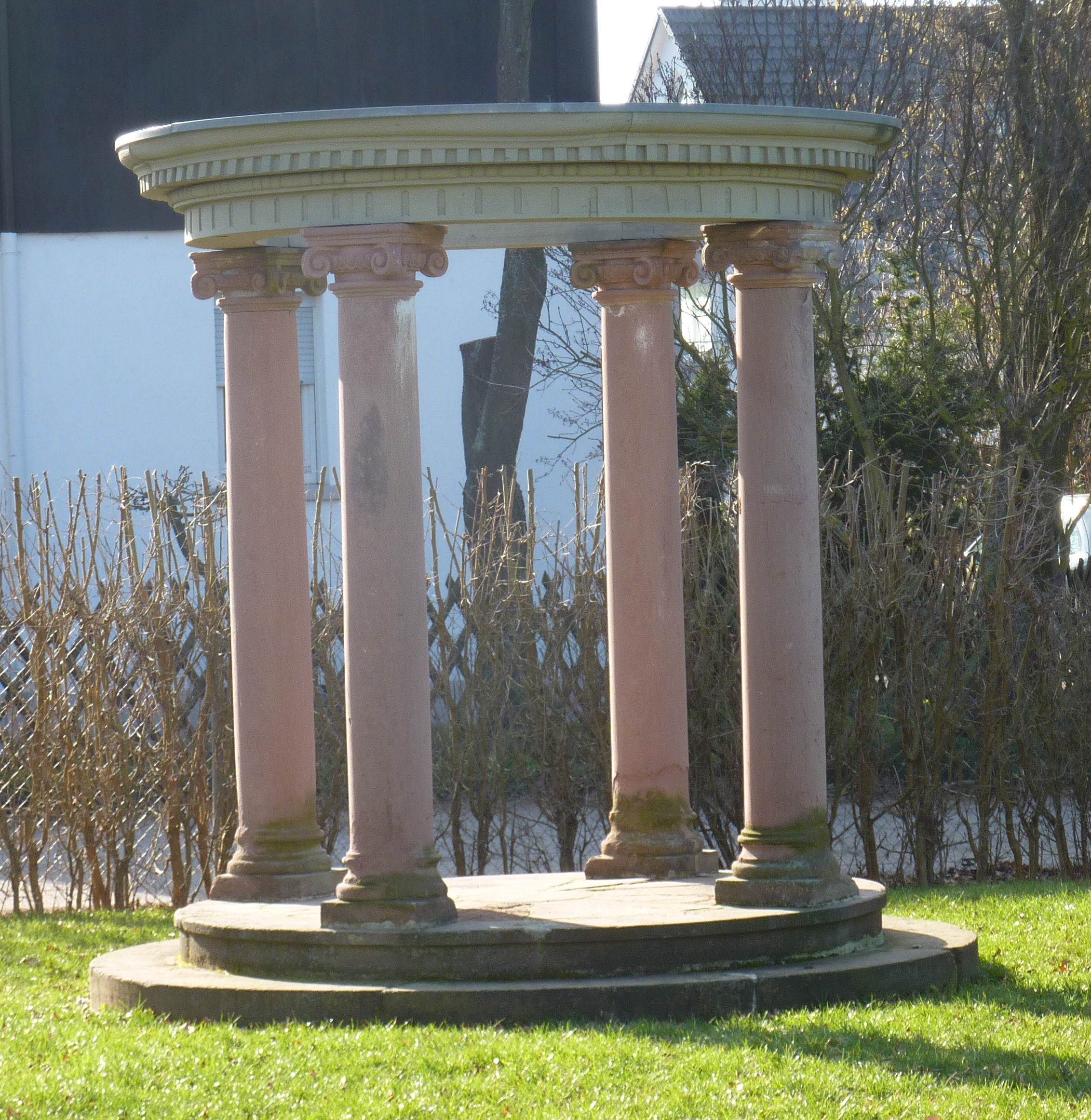
Tempel

Am Rand des zentralen Hofes steht seit Juni 2013 die „Königliche Fahrzeuglaube“: es handelt sich um einen Teil – etwa ein Drittel – eines Eisenbahnwagens 3. Klasse der Königlich Württembergischen Staatseisenbahnen von 1847. Der Wagenteil wurde 1913 in Heilbronn-Böckingen von dem Lokomotivführer Wilhelm Schmid als Gartenhaus aufgebaut und mit einem Satteldach versehen.
Unterhalb der zentralen Gebäude, in denen die Jugendkunstschule und der Hofladen untergebracht sind, wurde eine weitere Reihe von Gartenhäusern aufgestellt. Hier sind eine Kleingärtnerlaube aus Heilbronn-Böckingen aus dem Jahr 1911 sowie eine Kleingärtnerlaube vom Ende des 19. Jahrhunderts zu sehen, die deutlich aufwändiger gestaltet und in Ockergelb und Englischrot gehalten ist. Diese Laube stammt ebenfalls aus Böckingen. Eine rote Holzlaube wurde Anfang des 20. Jahrhunderts in Heilbronn erbaut. Sie stand zunächst in der Schmoller- und später in der Cäcilienbrunnenstraße.

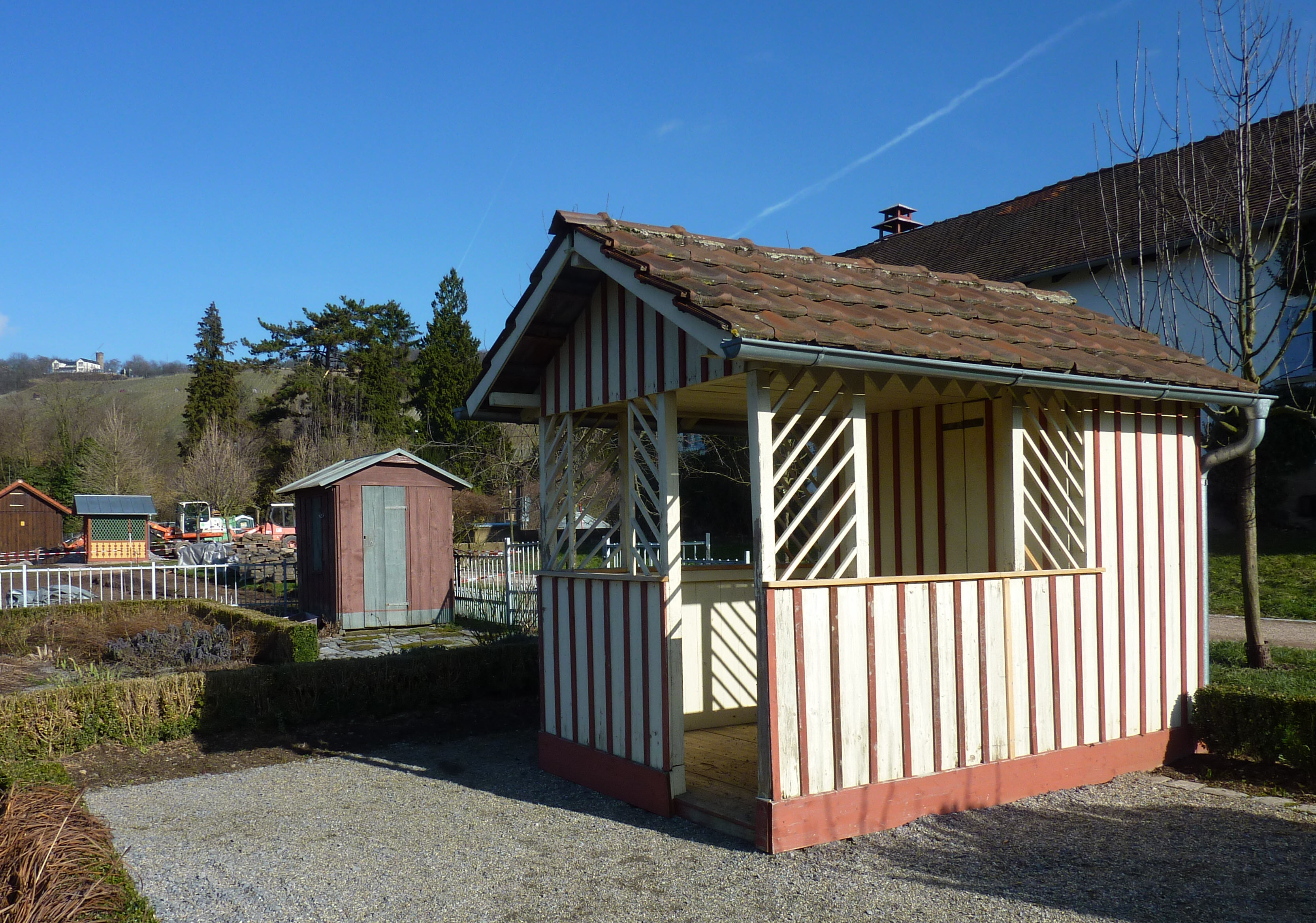
Kleingärtnerlauben
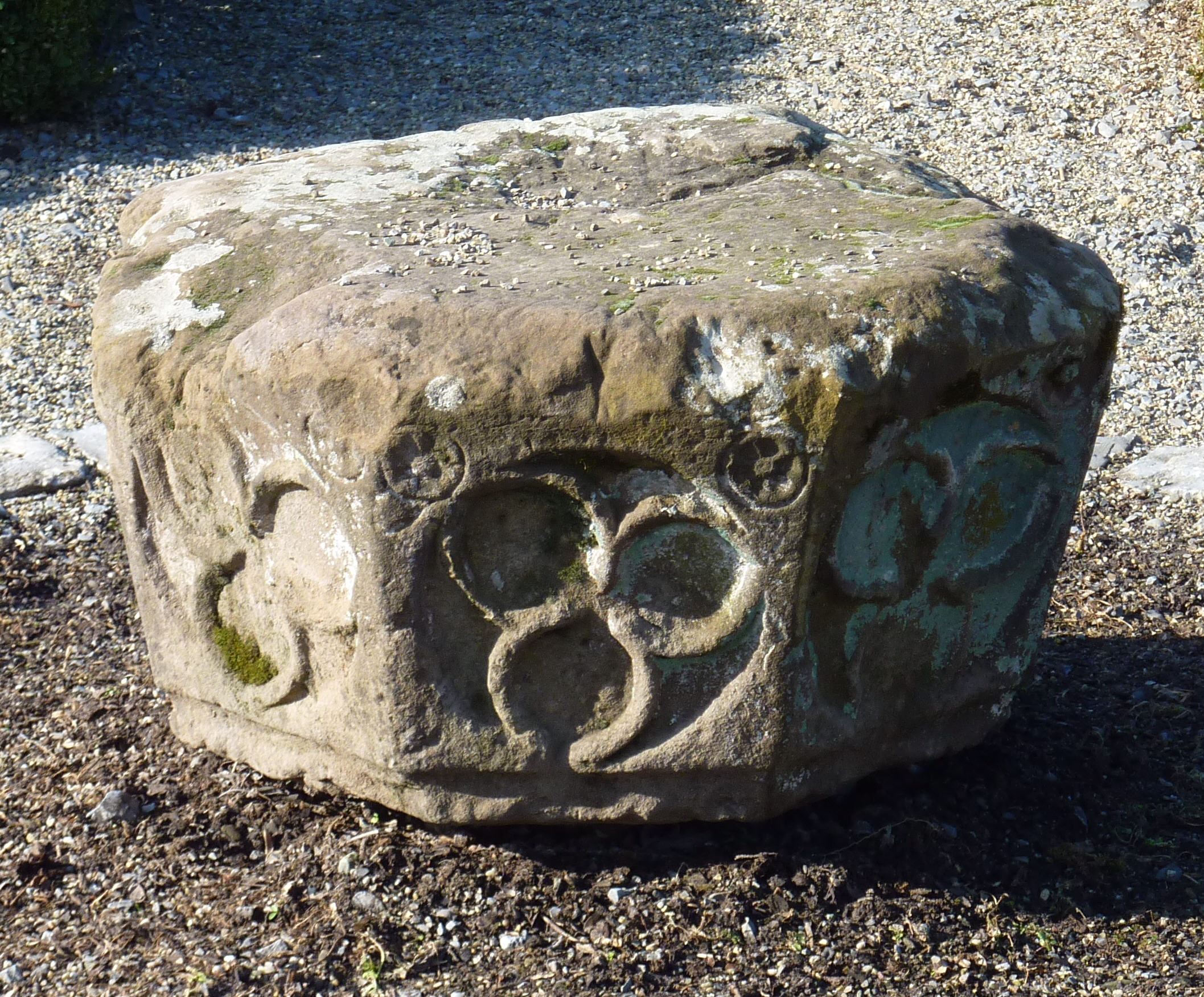
Behauener Stein unterhalb der Kleingärtnerlauben
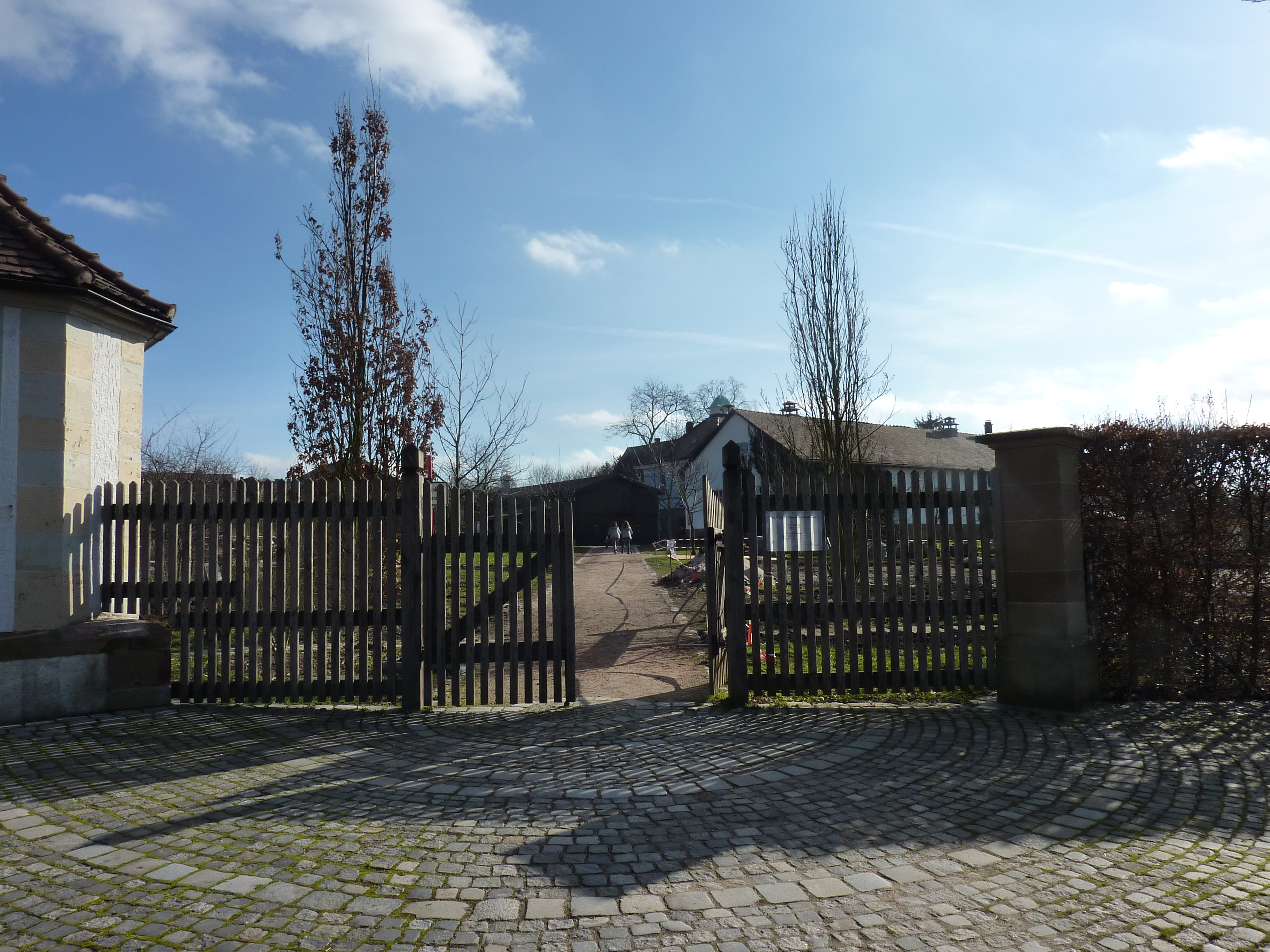
Ein- und Ausgang des Botanischen Obstgartens

## Akteure
Der Förderverein Garten- und Baukultur Heilbronn e. V. wurde 2000 gegründet und ist Initiator und Träger des Gartenkulturprogramms im Sommer mit Märkten, Führungen und Seminaren zu den Themen Gartengestaltung, Floristik, Obstbau, Kulturlandschaft und Landwirtschaft. Der Förderverein hat die Sammlung historischer Gartenhäuser und Gartenlauben aufgebaut und sorgt für deren Pflege.
Seit 2008 betreibt die Pestalozzischule ein Café in der ehemaligen Obstlagerhalle. In Kooperation mit dieser Schule führt der Förderverein ein Ausbildungsprojekt für die Schülerinnen und Schüler durch. Seit 2009 unterstützt die Heilbronner Bürgerstiftung die Ausbildungsprojekte des Fördervereins Garten- und Baukultur mit der Pestalozzischule auf dem Gelände des Obstgartens. Seit 2019 wird das Café als Café Susanne von der Susanne-Finkbeiner-Schule Heilbronn betrieben.
Im Hofladen, der ebenfalls vom Förderverein Garten- und Baukultur initiiert und getragen wird, werden die auf dem Gelände des Obstgartens frisch geernteten Blumen, Blätter, Gräser und Zweige nach individuellen Wünschen verarbeitet.
Das Hauptgebäude ist Sitz der Jugendkunstschule, einer Abteilung der Volkshochschule Heilbronn.
Das Grünflächenamt der Stadt Heilbronn pflegt die Anlage in Kooperation mit dem Förderverein und dem Bezirksverband der Gartenfreunde Heilbronn.